# Cetenov
Cetenov (en allemand : Zetten) est une commune du district et de la région de Liberec, en République tchèque. Sa population s'élevait à 115 habitants en 2021.

## Géographie
Cetenov se trouve à 6 km à l'ouest-sud-ouest de Český Dub, à 17 km au sud-ouest de Liberec et à 72 km au nord-est de Prague.

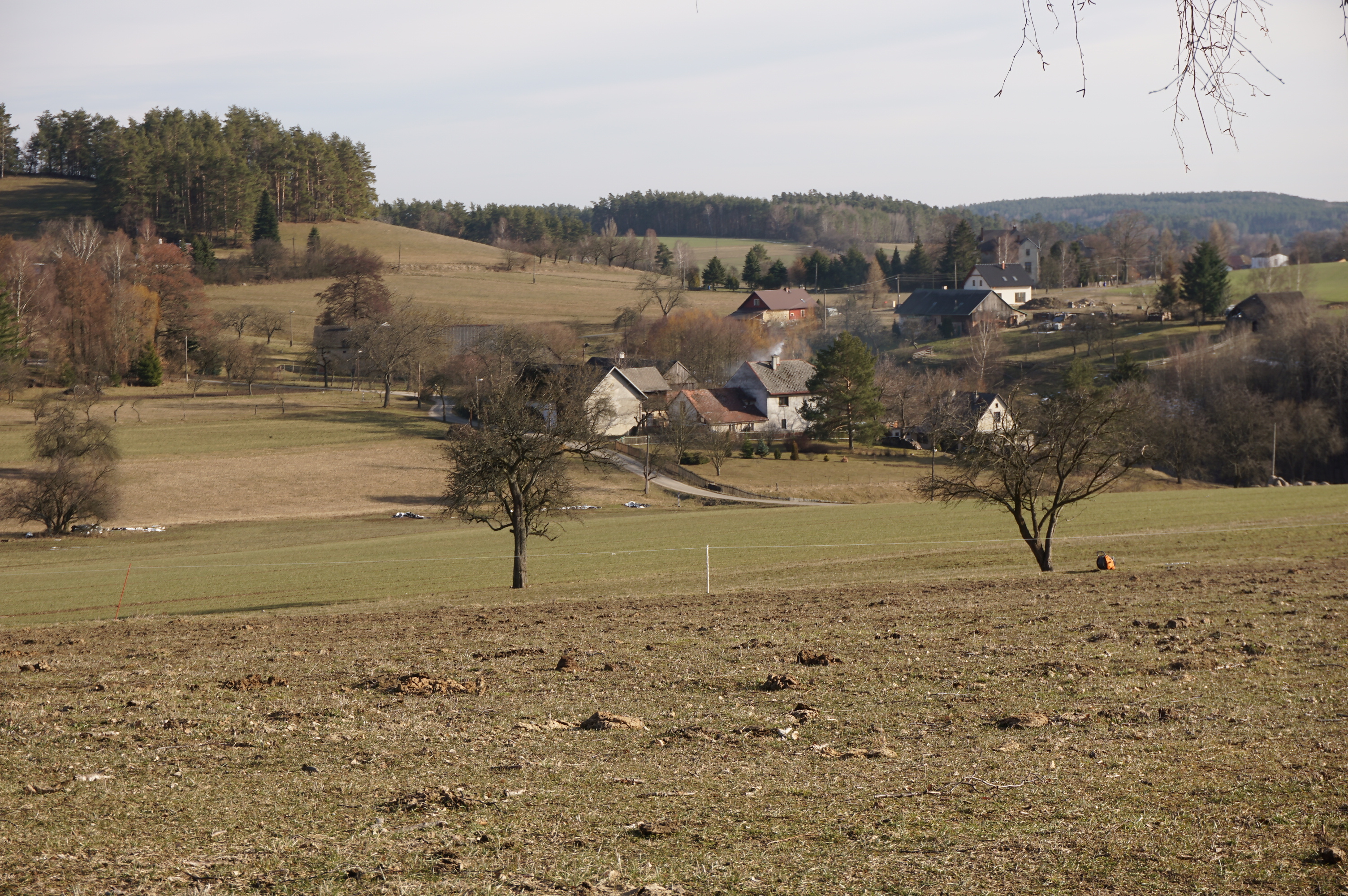
Hameau de Dehtáry.

La commune est limitée par Ralsko à l'ouest et au nord, par Osečná au nord, par Všelibice à l'est, et par Hlavice au sud.

## Histoire
La première mention écrite du village date de 1536.

## Administration
La commune se compose de six quartiers :
- Cetenov
- Dehtáry
- Dolánky
- Hrubý Lesnov
- Těšnov
- Vystrkov

## Transports
Par la route, Cetenov se trouve à 9 km de Český Dub, à 29 km de Liberec et à 94 km de Prague.